# (4572) Brage
(4572) Brage est un astéroïde de la ceinture principale.

## Description
(4572) Brage est un astéroïde de la ceinture principale. Il fut découvert le 8 septembre 1986 à Brorfelde par Poul Jensen. Il présente une orbite caractérisée par un demi-grand axe de 2,59 UA, une excentricité de 0,16 et une inclinaison de 12,0° par rapport à l'écliptique.

## Compléments